# Holidoteidae incertae sedis vinogradovae
Holidoteidae incertae sedis vinogradovae là một loài chân đều trong họ Holidoteidae. Loài này được Kussakin & Vasina miêu tả khoa học năm 1997.